# Funny Face (ścieżka dźwiękowa)
Funny Face – ścieżka dźwiękowa z filmu Zabawna buzia (reż. Stanley Donen, 1957), nagrana przez orkiestrę dyrygowaną przez Rogera Edensa. Muzyka została napisana przez George’a Gershwina.
Film był pierwszym, w którym Fred Astaire zagrał wspólnie z Audrey Hepburn, będącej obiektem jego pożądania. Fabuła Zabawnej buzi jest zupełnie inna niż ta z musicalu (1927), mimo że tytuł jest ten sam.

## Lista utworów
Wszystkie utwory skomponowane przez George'a Gershwina, z wyjątkiem zaznaczonych.
| 1.  | „Prelude” – Fred Astaire, Kay Thompson, chór (Roger Edens/Leonard Gershe/George Gershwin)                 | 3:48  |
|     | |       |
| 2.  | „'S Wonderful” – Audrey Hepburn                                                                           | 1:05  |
|     | |       |
| 3.  | „Think Pink!” – Thompson (Roger Edens/G. Gershwin)                                                        | 1:05  |
|     | |       |
| 4.  | „How Long Has This Been Going On?” – Astaire, Hepburn, Thompson                                           | 3:43  |
|     | |       |
| 5.  | „How Long Has This Been Going On?” (reprise)                                                              | 6:04  |
|     | |       |
| 6.  | „Funny Face” – Astaire, Thompson (Bez/Paul Davis/Mark Day/G. Gershwin/Paul Ryder/Shaun Ryder/Gary Whelan) | 3:32  |
|     | |       |
| 7.  | „Bonjour, Paris!” – Astaire, Thompson, Hepburn (Roger Edens/Leonard Gershe/G. Gershwin)                   | 5:00  |
|     | |       |
| 8.  | „Clap Yo' Hands” – Thompson                                                                               | 1:00  |
|     | |       |
| 9.  | „He Loves, She Loves” – Hepburn, Astaire (Roger Edens/Leonard Gershe/G. Gershwin)                         | 2:41  |
|     | |       |
| 10. | „Reprise” – Hepburn (Roger Edens/Leonard Gershe/G. Gershwin)                                              | 2:54  |
|     | |       |
| 11. | „On How to Be Lovely” – Hepburn, Thompson (Roger Edens/G. Gershwin)                                       | 4:48  |
|     | |       |
| 12. | „Basal Metabolism” – Astaire, Hepburn                                                                     | 2:06  |
|     | |       |
|     | | 37:46 |
|     | |       |

## Personel

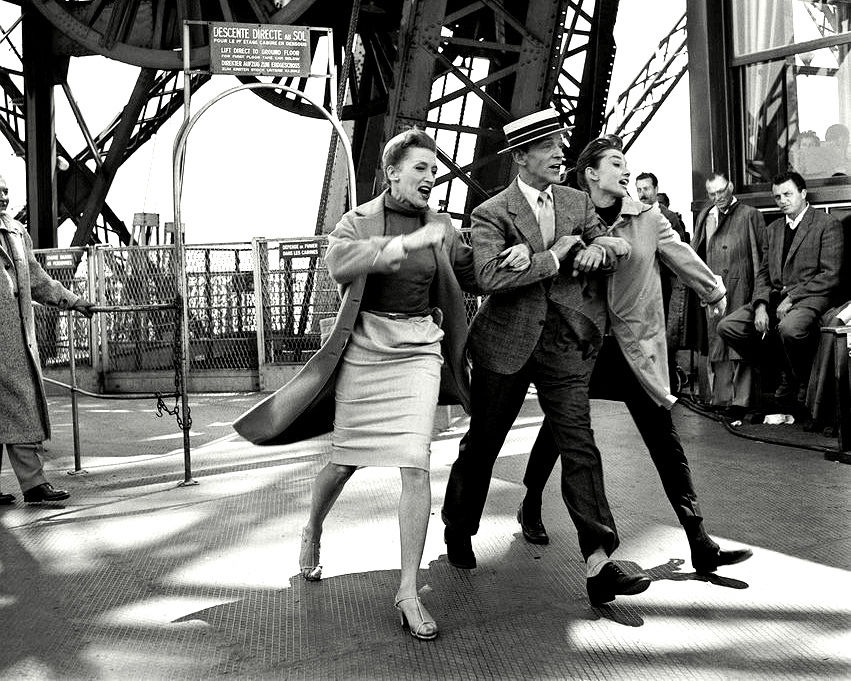
Od lewej: Kay Thompson, Fred Astaire i Audrey Hepburn w scenie z filmu Zabawna buzia (1957)

### Wykonawcy
- Fred Astaire – śpiew
- Kay Thompson – śpiew
- Audrey Hepburn – śpiew
- Roger Edens – kompozytor, dyrygent